# فاني سيغرس
فاني سيغرس (بالفرنسية: Fanny Segers)‏ هي لاعبة الاسكواش فرنسية، ولدت في 13 سبتمبر 1999 في أنوناي في فرنسا.

## وصلات خارجية
- فاني سيغرس على موقع الاتحاد الدولي لمحترفي الاسكواش (مؤرشف) (الإنجليزية)
- فاني سيغرس على موقع SquashInfo.com (الإنجليزية)